# Гуго II де Шатильон (граф Блуа)
Гуго (Юг) II де Шатильон (фр. Hugues II de Châtillon; 9 апреля 1258 — 1307) — граф Блуа и Шатодёна (Дюнуа), сеньор д'Авен и де Гиз с 1291, второй сын Ги II де Шатильона, графа де Сен-Поль, и Матильды Брабантской (1224 — 29 сентября 1288), дочери герцога Брабанта Генриха II и Марии Гогенштауфен. Родоначальник ветви Блуа-Шатильон.

## Биография
В 1284 году Гуго стал наследником своей двоюродной сестры Жанны де Шатильон, благодаря чему после её смерти в 1291 году унаследовал графства Блуа, Шатодён (Дюнуа), а также сеньории Гиз и Авен. Позже он ещё увеличил свои владения, приобретя сеньории Фретеваль и Ферте Вильнёй, которые он присоединил к Дюнуа.
Гуго был верным соратником короля Франции Филиппа IV.
11 июля 1302 года Гуго в составе французской армии, которой командовал его единоутробный брат Роберт II, граф Артуа, участвовал в битве при Куртре, больше известной как битва шпор. В этой битве французы были разбиты фламандцами, а многие рыцари погибли. В числе погибших были Роберт II д'Артуа и младший брат Гуго, Жак.
Гуго умер в 1307 году, ему наследовал старший сын Ги I. 

## Брак и дети
Жена: с января 1287 Беатрис де Дампьер (ок. 1277/1280 — после 1307), дочь Ги де Дампьера, графа Фландрии, и Изабеллы Люксембургской, графине Намюра. Дети:
- Ги I (ок. 1298 — 12 августа 1342), граф Блуа и Шатодёна (Дюнуа), сеньор д'Авен и де Гиз с 1307, граф де Фретеваль, сеньор де Шато-Рено с 1329
- Жан де Блуа (ум. 1329), сеньор де Шато-Рено и де Мильянсэ